# Santibáñez de Ecla
Santibáñez de Ecla – gmina w Hiszpanii, w prowincji Palencia, w Kastylii i León, o powierzchni 25,53 km². W 2011 roku gmina liczyła 75 mieszkańców.